# Dipartimento d'emergenza e accettazione

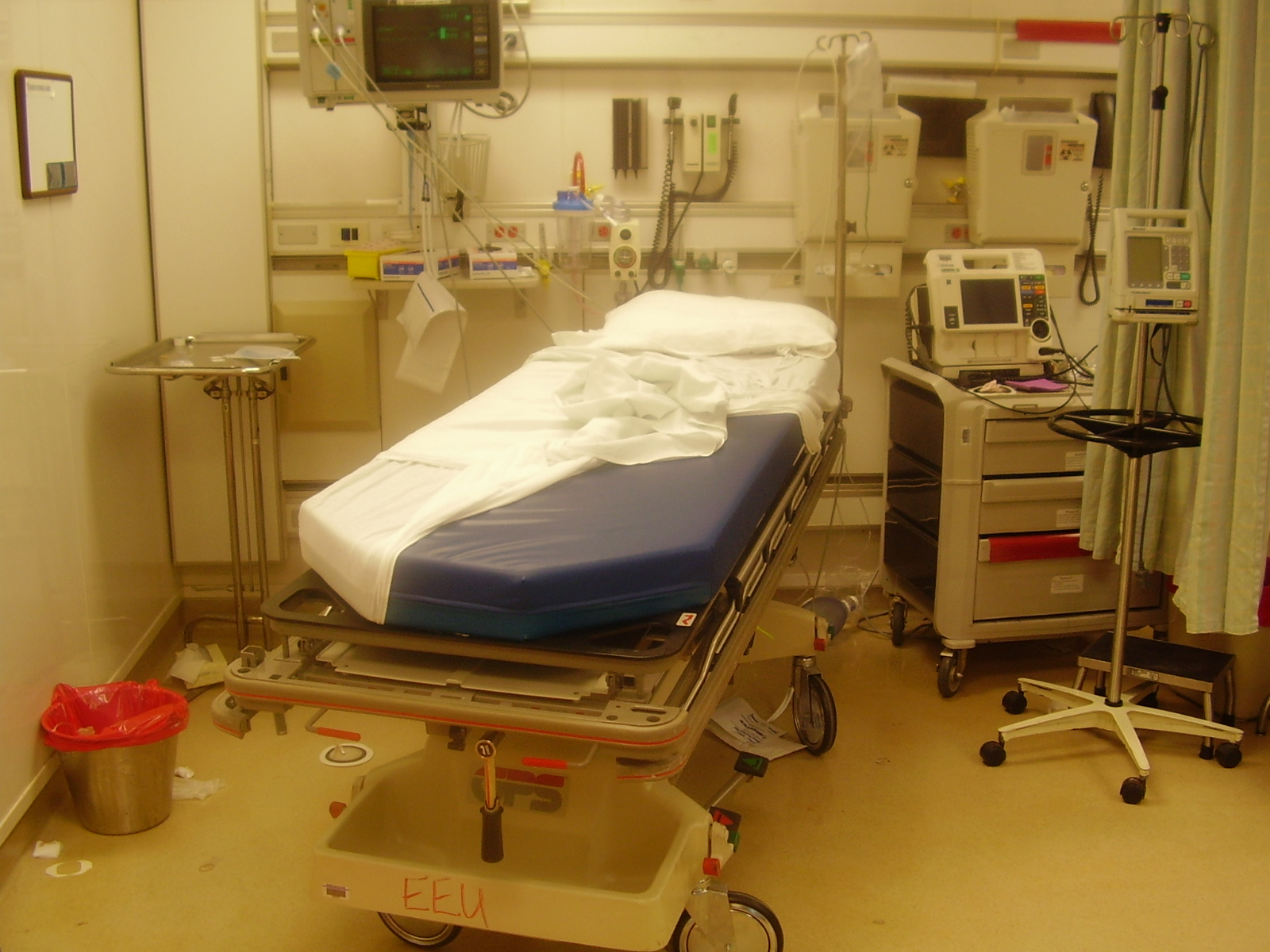
La shock room in un DEA dopo il trattamento di un trauma

Il Dipartimento d'Emergenza e Accettazione (abbreviato in DEA) rappresenta un'aggregazione funzionale di varie unità operative in una azienda ospedaliera italiana: esse mantengono la propria autonomia e responsabilità clinico-assistenziale ma riconoscono la propria interdipendenza, adottando un comune codice di comportamento assistenziale, al fine di assicurare una risposta rapida e completa, in collegamento con le strutture operanti sul territorio, per affrontare i problemi diagnostico-terapeutici dei pazienti in situazioni di emergenza.
Nel Dipartimento d'Emergenza e Accettazione (sia di I che di II Livello) devono obbligatoriamente essere presenti di base le unità operative di pronto soccorso ed anestesia e rianimazione, con dotazione di posti letto di terapia intensiva. Eventuali unità operative mancanti sono garantite da altro presidio o azienda ospedaliera presente nella stessa città.
I DEA afferiscono a due livelli di complessità; in base alle unità operative che li compongono sono distinti in DEA di I Livello e DEA di II Livello.

## Tipologia

### DEA di I Livello
I presidi ospedalieri di I Livello, con bacino di utenza compreso tra 150 000 e 300 000 abitanti, sono strutture sede di Dipartimento d'Emergenza e Accettazione (DEA) di I Livello, dotate delle seguenti specialità: medicina interna, chirurgia generale, anestesia e rianimazione, ortopedia e traumatologia, ostetricia e ginecologia (se prevista per numero di parti/anno in numero di 1000 unità con scarto del 25%), pediatria, cardiologia con unità di terapia intensiva cardiologica (U.T.I.C.), neurologia, psichiatria, oncologia, oculistica, otorinolaringoiatria, urologia, con servizio medico di guardia attiva e/o di reperibilità oppure in rete per le patologie che la prevedono. 
Devono essere presenti o disponibili in rete 24 ore su 24 i servizi di radiologia almeno con tomografia assiale computerizzata (T.A.C.) ed ecografia, laboratorio, servizio immunotrasfusionale. Per le patologie complesse (quali traumi, patologie cardiovascolari e stroke) devono essere previste forme di consultazione, di trasferimento delle immagini e protocolli concordati di trasferimento dei pazienti presso i centri DEA di II Livello. Devono essere dotati, inoltre, di letti per “osservazione breve intensiva” e di letti per la terapia subintensiva (anche a carattere multidisciplinare).

### DEA di II Livello
I presidi ospedalieri di II Livello, con bacino di utenza compreso tra 600 000 e 1 200 000 abitanti, sono strutture dotate di DEA di II Livello. Tali presidi sono istituzionalmente riferibili alle aziende ospedaliere, alle aziende ospedaliero-universitarie, a taluni istituti di ricovero e cura a carattere scientifico (IRCCS) e a presidi di grandi dimensioni della azienda sanitaria locale (ASL). Tali presidi sono dotati di tutte le strutture previste per l'ospedale di I Livello, nonché di strutture che attengono alle discipline più complesse non previste nell'ospedale di I Livello, ovvero unità di cardiologia con emodinamica interventistica attiva 24 ore su 24, neurochirurgia, cardiochirurgia e rianimazione cardiochirurgica, chirurgia vascolare, chirurgia toracica, chirurgia maxillo-facciale, chirurgia plastica, endoscopia digestiva ad elevata complessità, broncoscopia interventistica, radiologia interventistica, rianimazione pediatrica e neonatale (terapia intensiva neonatale), medicina nucleare e altre eventuali discipline di alta specialità; devono essere presenti 24 ore su 24 i servizi di radiologia con almeno T.A.C. ed ecografia (con presenza medica), laboratorio e servizio immunotrasfusionale. 
Nelle regioni con popolazione inferiore ai 600 000 abitanti, con uno scostamento del 6%, l'attivazione o la conferma dei presidi ospedalieri di II Livello è subordinata alla stipula di un accordo di programmazione integrata interregionale con le regioni confinanti in modo da garantire il rispetto del valore soglia del bacino di utenza sopra indicato.
Altre componenti di particolare qualificazione, quali le unità per grandi ustionati o le unità spinali ove rientranti nella programmazione regionale, sono collocati nei DEA di II Livello.